# Zaglyptus romeroae
Zaglyptus romeroae är en stekelart som beskrevs av Ian D. Gauld 1991. Zaglyptus romeroae ingår i släktet Zaglyptus och familjen brokparasitsteklar. Inga underarter finns listade i Catalogue of Life.